# Gamla Testamentets kanon
Gamla Testamentets kanon (ordet kanon uttalas kánon) är en förteckning över de skrifter som ingår i Hebreiska Bibeln/Gamla Testamentet och som är norm för tro och liv inom respektive tradition. 

## Historia
Det är en komplicerad process som ligger bakom att Gamla Testamentets kanon ser ut som den gör. När det gäller de skrifter, som det här är tal om, får man inte tänka sig att det är något beslut eller annan medveten handling som gjort skrifterna kanoniska. Ibland kan det finnas bekräftelser i efterhand om hur kanon vid ett visst tillfälle ser ut. Även om man inte kan ser hur kanoniseringsprocessen gick till kan man ana varför det blev nödvändigt med en kanon. Förstörelsen av templet och alla de apokalyptiska skrifterna torde ha varit starka drivkrafter för den judiska trosgemenskapen att markera sin identitet.
Den romersk-katolska kanon fastställdes inte helt förrän vid det Tridentinska mötet på 1500-talet. Den lutherska synen är av teologiska skäl en öppen kanon med en flytande gräns. Inom de ortodoxa kyrkorna har det inte, trots försök, blivit någon enighet om vilka skrifter som skall ingå i kanon. 

## Indelning
Den judiska kanon består av tre avdelningar, nämligen Lagen, Profeterna och Skrifterna. Ordningen visar på i vilken ordning de olika avdelningarna kom att ingå i kanon, först Lagen (under persisk tid, 539–333 f Kr), sedan Profeterna (under sen persisk eller tidig hellenistisk tid omkring år 300 f Kr) och sist Skrifterna (senast år 90 e Kr). Det är utifrån detta man skall se att profeten Daniels bok (från andra århundradet f Kr) samt Esra-Nehemja och Krönikeböckerna finns med bland Skrifterna och inte bland Profeterna. Daniels bok, Esra-Nehmemja och Krönikeböckerna nedtecknades först sedan Profeternas skrifter blivit en helhet. Daniels bok borde annars höra till profeterna och Esra-Nehemja mer höra ihop med Josua och Kungaböckerna.
Några listor på vilka böcker som skall anses kanoniska finns inte från den bibliska tiden. Indirekt kan man från citat sluta sig till hur böckerna värderades. I Jesus Syraks vishet (från andra århundradet f Kr) omtalas i inledningen Lagen, Profeterna och de andra. I Lukasevangeliet kapitel 24 (från slutet av det första århundradet) talas om Lagen, Profeterna och psalmerna. 

### Antal skrifter
När det gäller antalet böcker under tiden för vår tideräknings början finns två olika traditioner: en som räknar med 22 böcker (den judiske historieskrivaren Josefus), precis det antal som bokstäverna i det hebreiska alfabetet. En annan tradition räknar med 24 böcker. Man kunde komma till olika antal genom att slå ihop och särskilja olika skrifter. En del betraktade t.ex. Ruts bok som ett tillägg till Domarboken och Klagovisorna som ett tillägg till Jeremia. Andra, Septuaginta, betraktade dem som skilda skrifter.

### Ordning
Den ordning i vilka skrifterna finns i den romerska-katolska, protestantiska och ortodoxa traditionerna återspelar den ordning som finns i den grekiska översättningen (från c:a 200-100 f Kr) av de judiska heliga skrifterna  som kallas Septuaginta. Denna översättning var de första kristnas heliga skrifter. Den judiska trosgemenskapen markerade sin särart genom att begränsa antalet skrifter. 

## Hur de bibliska skrifterna är ordnade enligt olika traditioner
| Den hebreiska bibeln | Romersk-katolska bibeln (Vulgata) | Protestantisk tradition |
| --- | --- | --- |
| Lagen Genesis (1 Moseboken) Exodus (2 Moseboken) Leviticus (3 Moseboken) Numeri (4 Moseboken) Deutronomium (5 Moseboken) | Moseböckerna Genesis (1 Moseboken) Exodus (2 Moseboken) Leviticus (3 Moseboken) Numeri (4 Moseboken) Deutronomium (5 Moseboken)                                                                               | Moseböckerna Genesis (1 Moseboken) Exodus (2 Moseboken) Leviticus (3 Moseboken) Numeri (4 Moseboken) Deutronomium (5 Moseboken) |
| Profeterna Josua Domarboken – Samuelsböckerna (1 och 2 i en bok) – Konungaböckerna (1 och 2 i en bok) – Jesaja Jeremia Hesekiel Hosea Joel Amos (profet) Obadja Jona Mika Nahum Habackuk Sefanja Haggai Sakarja Malaki | Historiska böckerna Josua Domarboken Ruts bok Första Samuelsboken Andra Samuelsboken Första Konungaboken Andra Konungaboken Första Krönikeboken Andra Krönikeboken Esra Nehemja Tobit Judits bok Esters bok – | Historiska böckerna Josua Domarboken Ruts bok Första Samuelsboken Andra Samuelsboken Första Konungaboken Andra Konungaboken Första Krönikeboken Andra Krönikeboken Esra Nehemja – Esters bok – |
| Skrifterna – Psalmerna (Psaltaren) Ordspråksboken Job Sångernas sång (Höga Visan) Ruts bok Klagovisorna Ecclesiastes (Predikaren) – Esters bok Daniels bok Esra-Nehemja (i en bok) Krönikeböckerna (1 och 2 i en bok) | Poetiska böckerna Job Psaltaren Ordspråksboken – Ecclesiastes (Predikaren) Sångernas sång (Höga Visan) Salomos vishet (Vishetens bok) Ecclesiasticus (Jesus Syraks vishet) –                                  | Poetiska böckerna Job Psaltaren Ordspråksboken – Predikaren (Ecclesiastes) Höga Visan (Sångernas sång) – |
| | Profeterna Jesaja Jeremia Klagovisorna Baruk Hesekiel Daniels bok Hosea Joel Amos (profet) Obadja Jona Mika Nahum Habackuk Sefanja Haggai Sakarja Malaki Första Mackabeerboken Andra Mackabeerboken           | Profeterna Jesaja Jeremia Klagovisorna – Hesekiel Daniels bok Hosea Joel Amos (profet) Obadja Jona Mika Nahum Habackuk Sefanja Haggai Sakarja Malaki – |
| | | Tillägg till Gamla Testamentet (De apokryfiska skrifterna eller deuterokanoniska (=senarekanoniska): Tobit Judits bok Ester enligt den grekiska texten Första Mackabeerboken Andra Mackabeerboken Salomos vishet (Vishetens bok) Jesus Syraks vishet (Syraks bok) Baruk Jeremias brev Tillägg till Daniels bok: - Susanna - Den brinnande ugnen - Bel och ormguden Manasses bön Reformert tradition Inga av de deuterokanoniska |
| Övriga skrifter Ortodoxa kyrkor tar vanligen (i anslutning till Septuaginta) även med följande skrifter i sin kanon: Tredje Esra, vanligen kallad Första Esra (ibland även som apokryf i protestantisk tradition) Fjärde Esra, vanligen kallad Andra Esra (ibland även som apokryf i protestantisk tradition) Psalm 151 Manasses bön Tredje Mackabeerboken (som tillägg inom vissa ortodoxa kyrkor) Fjärde Mackabeerboken (som tillägg inom vissa ortodoxa kyrkor) – – – – Inom den etiopiska ortodoxa kyrkan räknas även följande skrifter till kanon: Henoksboken Jubileerboken – – – – Dessutom finns en stor mängd inter-testamentala skrifter, ibland kallade pseudepigrafer | | |